# コールドウエルバンカー
コールドウエルバンカー(Coldwell Banker Real Estate LLC)はアメリカで最古の不動産会社でありグローバル展開している企業。米大手投資ファンドであるアポロ・グローバル・マネジメント傘下の Realogy社のグループ企業である。日本では株式会社コールドウエルバンカーアフリエイツジャパン（英称：Coldwell Banker Affiliates of Japan Inc.）が不動産仲介業の総本部を展開していたが、2014年5月にライセンス契約が解除された。

## 概要
- コールドウエルバンカー社は1906年、マグニチュード7.8の大地震に襲われた米国サンフランシスコにて、街の復興支援を目指した不動産仲介者コルバート コールドウエルと、同じ理念を持つベンジャミン アーサーバンカーによってアメリカで創業。100年の歴史がある企業であり、現在まで世界50の国と地域、4,000店舗以上にわたり展開している。
- 日本展開は2006年11月から始まり、2007年1月から営業を開始した[2]。しかし、2014年5月にコールドウエルバンカーアフリエイツジャパンとのライセンス契約を解除し、日本市場から一時撤退した。

## 取り扱いブランド

### コールドウエルバンカープレビューズ
- 富裕層向けの高級物件に特化した物件仲介のブランド名称。アメリカを初め世界の多くの地域に店舗を展開している[3]。

### コールドウエルバンカーコマーシャル
- 投資用不動産仲介のためのブランド名称。売買か賃貸かではなく、実需用か投資用かで区分し、投資分野で専門知識を持った経験豊富なエージェントがサポートを行う[4]。

## 沿革
- 2006年11月 - 株式会社コールドウエルバンカーアフリエイツジャパンを設立し、アメリカ本社のセンダント社（当時）とライセンス契約を締結。
- 2008年1月- コールドウエルバンカーの営業開始。
- 2008年4月 - コールドウエルバンカープレビューズの営業開始。
- 2008年7月 - コールドウエルバンカーコマーシャルの営業開始。

## 補足
1. ↑  [コールドウエルバンカー、日本から一時撤退か http://www.jutaku-s.com/news/id/0000020288]
2. ↑  世界最大級の不動産FC、コールドウェルバンカーが日本進出
3. ↑  コールドウエルバンカー、富裕層向け高級物件専門サイトオープン
4. ↑  投資用不動産仲介のブランド「コールドウエルバンカーコマーシャル」が営業開始